# Îlot Kundogi
L’îlot Kundogi est une îlot de Nouvelle-Calédonie appartenant administrativement à La Foa.